# Pierre Ernest Lanquetot
Pour les articles homonymes, voir Lanquetot (homonymie).
Pierre Ernest Lanquetot (1855-1939) est un militaire français, général durant la Première Guerre mondiale.

## Biographie
(août 2019).
Pierre Ernest Lanquetot naît à Boissy-Saint-Léger, (Seine-et-Oise), le 20 janvier 1855, fils de Louis Lanquetot (1814-1881), maire de Boissy-Saint-Léger de 1871 à 1881. Élève à Saint-Cyr de 1873 à 1875 promotion de l'Archiduc Albert, il est nommé sous-lieutenant le 1er octobre 1875, capitaine en 1895 au 132e régiment d'infanterie.
- État-major 3e bureau.
- Lieutenant-colonel le 30 décembre 1901
- Commandant le 125e régiment d’infanterie de 1906 à 1909.
- Nommé général de brigade le 8 novembre 1910, il commande la 32e brigade d'infanterie et les subdivisions de: Nevers et d'Autun jusqu'au 1er octobre 1913
- Il prend le commandement de la 43e division d'infanterie du 1er octobre 1913 au 7 février 1915
- Nommé général de division le 19 mars 1914

## Première Guerre mondiale, campagne de 1914-1918

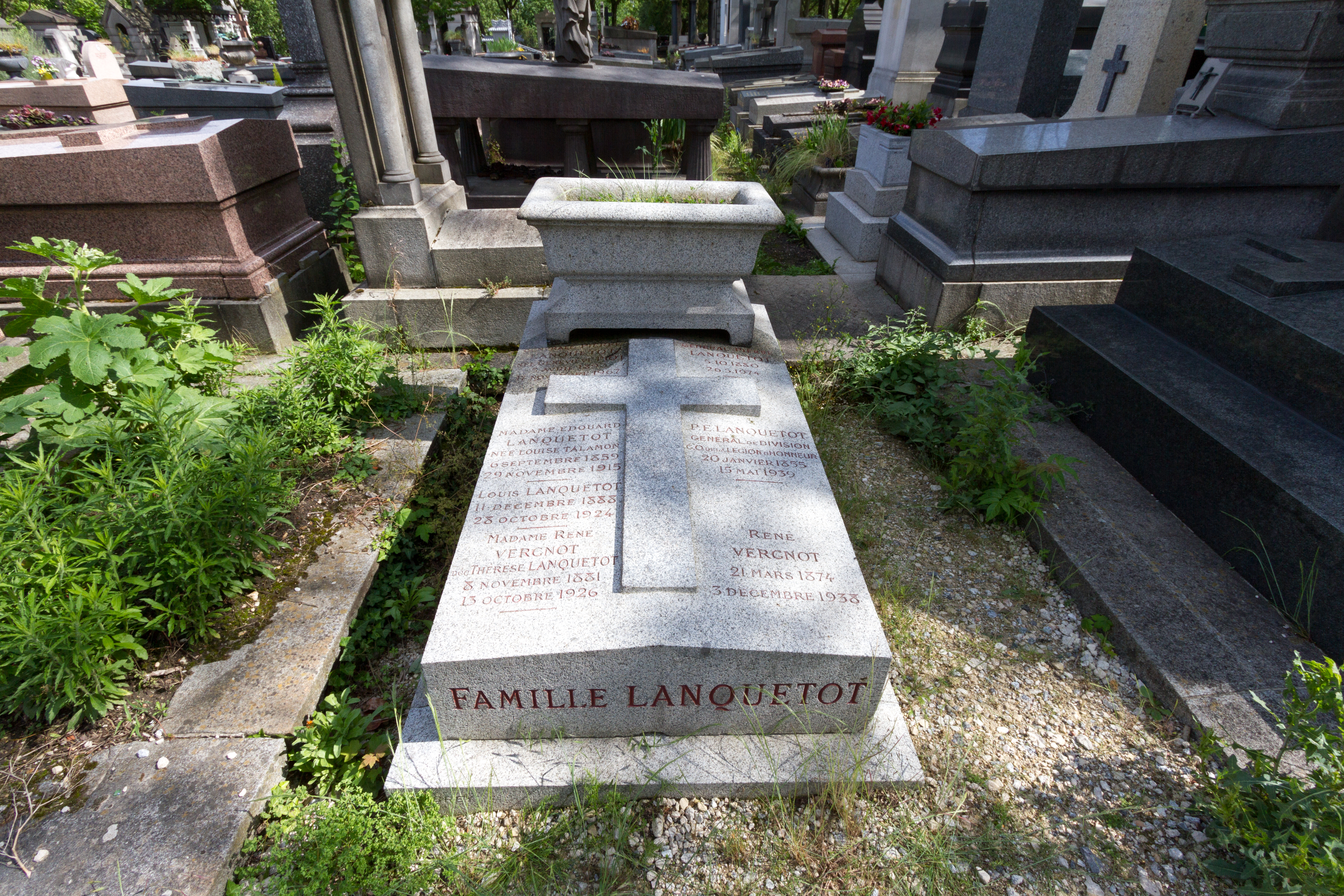
Tombe au cimetière du Père-Lachaise.

- À l'entrée en guerre, il commande la 43e division d'infanterie (21e corps d'armée, 1re armée).
- Il participe aux opérations de couverture à la frontière dans les hautes vallées de la Rabodeau et de la Meurthe, entre Senones et Fraize.
- Participe à l'offensive sur la vallée de la Bruche, combat de Saint-Blaise-la-Roche
- Bataille de Sarrebourg, de la Mortagne, de la Marne, Artois[Laquelle ?], Ypres[Laquelle ?], Somme.
- Mis en disponibilité du 7 février 1915 au 29 mars 1915.
- Commande la  151e division d'infanterie.
- Engagé dans la  2e bataille de la Marne, la butte de Souain, Tahure, Somme-Py.
- Bataille de Verdun, 2e bataille de l'Aisne.

- Adjoint au commandant de la 3e région du 25 juin 1917 au 1er février 1919.

- Placé en section de réserve le 1er février 1919

Il est inhumé au cimetière du Père-Lachaise (94e division).

## Distinctions
- Chevalier de la Légion d'honneur le 12 juillet 1897
- Officier de la Légion d'honneur le 30 décembre 1901
- Commandeur de la Légion d'honneur le 20 novembre 1914
- Grand officier de la Légion d'honneur 28 décembre 1918
- Croix de guerre 1914-1918 avec une palme.
- Médaille interalliée de la Victoire
- Médaille commémorative de la guerre 1914-1918.
- Commandeur de l'ordre de la Couronne de Belgique.
- Compagnon de l'ordre du Bain